# Nabhan
Nabhan era una familia real que gobernó Omán entre 1100 y 1624. Su centro estaba en el interior, en el sur del Djabal Akhdar. Sus jefes llevaban el título de maliks. En 1624 fue eclipsada por la dinastía yarubita. Ibn Battuta visitó al malik en 1330, que se llamaba Abu Muhammad ibn Nabhan a quien nombra sultán, dice que su nombre era habitual entre los soberanos, que era ibadita y que su capital era Nazwa y extendía su autoridad hasta la cuesta, con algunos puertos como Suhar, pero la mayor parte del Omán estaba entonces bajo dependencia del Reino de Ormuz. 
Una dinastía nabhanita se estableció en Pate en el Archipiélago de Lamu en África oriental. La Historia de Pate la presenta como continuación de la dinastía de Omán, que habría huido tras el establecimiento del poder yaarabita, pero la dinastía de Pate pretendía haberse originado hacia 1200 y no en 1624 y no se consideraban miembros de esta dinastía.